# Rebrovo Point
Der Rebrovo Point (englisch; bulgarisch нос Реброво nos Rebrowo) ist eine 200 m lange und im antarktischen Sommer unverschneite Landspitze am Aktinia Beach im Südwesten von Snow Island im Archipel der Südlichen Shetlandinseln. Sie ragt 2,8 km südöstlich des Monroe Point und 2,8 km nordwestlich des Kap Conway in die Boyd Strait hinein.
Bulgarische Wissenschaftler kartierten sie 2009. Die bulgarische Kommission für Antarktische Geographische Namen benannte sie im selben Jahr nach der Ortschaft Rebrowo im Westen Bulgariens.